# José Luis Castillo
José Luis Castillo (n. 14 decembrie 1973, Empalme⁠(d), Sonora, Mexic) este un fost boxer mexican care a luptat în anii 1990-2014. În general, considerat unul dintre ce mai buni ușori, este campion mondial de două ori la această greutate, deținând titlul de WBC de două ori, din 2000 până în 2002 și 2004 până în 2005; și titlul revistei The Ring și titlurile liniare din 2004 până în 2005. Castillo este cel mai bine cunoscut pentru lupta sa din 2005 împotriva lui Diego Corrales, pentru care a primit distincția "Lupta anului" atât de către The Ring și Asociația Scriitorilor din America, cât și de prima sa luptă cu Floyd Mayweather Jr., care sa încheiat cu controversate scorecards.

## Carieră
Pe 17 iunie 2000 a schimbat viața lui José Luis Castillo, care și-a dat seama în sfârșit de visul său de a fi campion mondial. În acest fel, el a început să-și scrie propria poveste și nu numai că era cunoscut pentru relația sa strânsă cu legendarul Julio César Chávez, cu care a lucrat timp de cinci ani ca partener de sparring, dar acum este recunoscut pentru calitatea sa de boxer.
După 44 de lupte de peste zece ani de carieră, Castillo a primit ocazia titulară împotriva americanului Stevie Johnston, considerat unul dintre cei mai puternici campioni mondiali în ultimii ani, care ajungea la lupta cu opt apărari reușite a titlului și experiența a unsprezece lupte de titlu. Meciul a avut loc în MGM Grand din California, într-o după-amiază tipică de vară. Castillo a surprins lumea boxului prin depășirea lui Johnston prin decizia majorității cu scoruri de 116-111, 115-113 în favoarea sa și egalul 114-114, suficient pentru a câștiga titlul mondial al Consiliului Mondial de Box (WBC) într-o victoria neașteptată.

## Rezultate în boxul profesionist
| No. | Result     | Record  | Opponent                 | Type | Round, time   | Date         | Location                                                    | Notes                                                                                  |
| --- | ---------- | ------- | ------------------------ | ---- | ------------- | ------------ | ----------------------------------------------------------- | -------------------------------------------------------------------------------------- |
| 80  | Înfrângere | 66–13–1 | Ruslan Provodnikov       | TKO  | 5 (12), 2:09  | Nov 28, 2014 | Luzhniki, Moscova, Rusia                                    |                                                                                        |
| 79  | Victorie   | 66–12–1 | José Luis Payan          | TKO  | 5 (10), 1:13  | 30 mai 2014  | Gimnasio Carlos Hernández Carrera, Nogales, Mexico          |                                                                                        |
| 78  | Victorie   | 65–12–1 | Felix Bojorquez          | TKO  | 5 (10), 0:53  | Mar 21, 2014 | Gimnasio del Estado, Hermosillo, Mexico                     |                                                                                        |
| 77  | Înfrângere | 64–12–1 | Antwone Smith            | UD   | 10            | Feb 1, 2013  | UIC Pavilion, Chicago, Illinois, U.S.                       |                                                                                        |
| 76  | Victorie   | 64–11–1 | Iván Popoca              | RTD  | 8 (10), 3:00  | Jul 13, 2012 | UIC Pavilion, Chicago, Illinois, U.S.                       |                                                                                        |
| 75  | Victorie   | 63–11–1 | Sammy Ventura            | TKO  | 2 (10), 2:52  | Nov 26, 2011 | Campo Futbol Colosio, Playa del Carmen, Mexico              |                                                                                        |
| 74  | Înfrângere | 62–11–1 | Jorge Páez Jr.           | UD   | 12            | Mar 25, 2011 | Gimnasio de Mexicali, Mexicali, Mexico                      | Pentru centura WBC FECARBOX welterweight                                               |
| 73  | Victorie   | 62–10–1 | Daniel Eduardo Yocupicio | TKO  | 2 (10), 1:28  | Aug 7, 2010  | Estadio De Béisbol Héctor Espino, Hermosillo, Mexico        |                                                                                        |
| 72  | Victorie   | 61–10–1 | Roberto Valenzuela       | UD   | 8             | Jun 18, 2010 | Auditorio Municipal, Tijuana, Mexico                        |                                                                                        |
| 71  | Înfrângere | 60–10–1 | Alfonso Gómez            | RTD  | 6 (12), 0:10  | Mar 13, 2010 | Cowboys Stadium, Arlington, Texas, U.S.                     | Pentru centura WBC Continental Americas welterweight                                   |
| 70  | Victorie   | 60–9–1  | Carlos Urías             | TKO  | 2 (8), 2:59   | Sep 12, 2009 | Palenque de Feria, Tepic, Mexico                            |                                                                                        |
| 69  | Victorie   | 59–9–1  | Christian Solano         | TKO  | 3 (10), 1:51  | Aug 22, 2009 | Auditorio Unidad Deportiva, Los Cabos, Mexico               |                                                                                        |
| 68  | Victorie   | 58–9–1  | Roberto Valenzuela       | KO   | 6 (10), 1:40  | Jul 25, 2009 | Palenque del Recinto Ferial, Nuevo Vallarta, Mexico         |                                                                                        |
| 67  | Victorie   | 57–9–1  | James Wayka              | TKO  | 2 (10), 1:13  | Jan 17, 2009 | Centro de Espectáculos Promocasa, Mexicali, Mexico          |                                                                                        |
| 66  | Înfrângere | 56–9–1  | Sebastián Luján          | UD   | 10            | Jul 30, 2008 | Sycuan Resort & Casino, El Cajon, California, U.S.          |                                                                                        |
| 65  | Victorie   | 56–8–1  | Adan Casillas            | TKO  | 6 (10), 2:38  | Oct 27, 2007 | Centro de Espectáculos Promocasa, Mexicali, Mexico          |                                                                                        |
| 64  | Înfrângere | 55–8–1  | Ricky Hatton             | KO   | 4 (12), 2:16  | Jun 23, 2007 | Thomas & Mack Center, Paradise, Nevada, U.S.                | Pentru centurile IBO, The Ring, lineal, și vacant WBC International light welterweight |
| 63  | Victorie   | 55–7–1  | Herman Ngoudjo           | SD   | 12            | Jan 20, 2007 | Paris Las Vegas, Paradise, Nevada, U.S.                     | Câștigă NABF light welterweight                                                        |
| 62  | Victorie   | 54–7–1  | Rolando Reyes            | UD   | 12            | Feb 4, 2006  | Don Haskins Center, El Paso, Texas, U.S.                    |                                                                                        |
| 61  | Victorie   | 53–7–1  | Diego Corrales           | KO   | 4 (12), 0:47  | Oct 8, 2005  | Thomas & Mack Center, Paradise, Nevada, U.S.                |                                                                                        |
| 60  | Înfrângere | 52–7–1  | Diego Corrales           | TKO  | 10 (12), 2:06 | 7 mai 2005   | Mandalay Bay Events Center, Paradise, Nevada, U.S.          | Pierde centurile WBC, The Ring, și lineal lightweight; Pentru centura WBO lightweight  |
| 59  | Victorie   | 52–6–1  | Julio Díaz               | TKO  | 10 (12), 2:23 | Mar 5, 2005  | Mandalay Bay Events Center, Paradise, Nevada, U.S.          | Păstrează centurile WBC, The Ring, și lineal lightweight                               |
| 58  | Victorie   | 51–6–1  | Joel Casamayor           | SD   | 12            | Dec 4, 2004  | Mandalay Bay Events Center, Paradise, Nevada, U.S.          | Păstrează centurile WBC, The Ring, și lineal lightweight                               |
| 57  | Victorie   | 50–6–1  | Juan Lazcano             | UD   | 12            | Jun 5, 2004  | MGM Grand Garden Arena, Paradise, Nevada, U.S.              | Câștigă centurile WBC, The Ring, și lineal lightweight                                 |
| 56  | Victorie   | 49–6–1  | Derrick Parks            | TKO  | 2 (10), 2:37  | Feb 13, 2004 | Edgewater Hotel and Casino, Laughlin, Nevada, U.S.          |                                                                                        |
| 55  | Victorie   | 48–6–1  | Saul Duran               | TKO  | 8 (10), 1:47  | Oct 10, 2003 | Jacob Brown Auditorium, Brownsville, Texas, U.S.            |                                                                                        |
| 54  | Victorie   | 47–6–1  | Gustavo Corral           | KO   | 5 (10), 0:33  | Jun 14, 2003 | Arrowhead Pond, Anaheim, California, U.S.                   |                                                                                        |
| 53  | Înfrângere | 46–6–1  | Floyd Mayweather Jr.     | UD   | 12            | Dec 7, 2002  | Mandalay Bay Events Center, Paradise, Nevada, U.S.          | Pentru centurile WBC, The Ring, și lineal lightweight                                  |
| 52  | Victorie   | 46–5–1  | Verdell Smith            | KO   | 3 (10)        | Aug 3, 2002  | Centro de Usos Múltiples, Hermosillo, Mexico                |                                                                                        |
| 51  | Înfrângere | 45–5–1  | Floyd Mayweather Jr.     | UD   | 12            | Apr 20, 2002 | MGM Grand Garden Arena, Paradise, Nevada, U.S.              | Pierde centura WBC lightweight; Pentru centurile The Ring și lineal lightweight        |
| 50  | Victorie   | 45–4–1  | Juan Angel Macias        | TKO  | 8 (10), 1:04  | Jan 25, 2002 | Avi Resort & Casino, Laughlin, Nevada, U.S.                 |                                                                                        |
| 49  | Victorie   | 44–4–1  | Fred Ladd                | TKO  | 4 (10)        | Aug 24, 2001 | Mexicali, Mexico                                            |                                                                                        |
| 48  | Win        | 43–4–1  | Seung-Ho Yuh             | KO   | 1 (12), 1:53  | Jun 16, 2001 | Centro de Usos Múltiples, Hermosillo, Mexico                | Păstrează centura WBC lightweight                                                      |
| 47  | Victorie   | 42–4–1  | César Bazán              | TKO  | 6 (12), 2:54  | Jan 20, 2001 | MGM Grand Garden Arena, Paradise, Nevada, U.S.              | Retained WBC lightweight title                                                         |
| 46  | Egal       | 41–4–1  | Stevie Johnston          | MD   | 12            | Sep 15, 2000 | Pepsi Center, Denver, Colorado, U.S.                        | Păstrează centura WBC lightweight                                                      |
| 45  | Victorie   | 41–4    | Stevie Johnston          | MD   | 12            | Jun 17, 2000 | The Bicycle Casino, Bell Gardens, California, U.S.          | Câștigă centura WBC lightweight                                                        |
| 44  | Victorie   | 40–4    | Steve Quinonez           | UD   | 10            | Apr 8, 2000  | Blancas Bazaar, Imperial Beach, California, U.S.            |                                                                                        |
| 43  | Victorie   | 39–4    | Jorge Páez               | TKO  | 5 (12), 1:04  | Oct 16, 1999 | Plaza de Toros Calafia, Mexicali, Mexico                    | Câștigă centura IBA super featherweight                                                |
| 42  | Victorie   | 38–4    | Sandro Marcos            | KO   | 8 (12)        | Aug 14, 1999 | Guaymas, Mexico                                             | Câștigă centura Mexico super featherweight                                             |
| 41  | Victorie   | 37–4    | Cristino Mota            | RTD  | 3 (10)        | Jul 10, 1999 | Plaza de Toros Calafia, Mexicali, Mexico                    |                                                                                        |
| 40  | Victorie   | 36–4    | Pablo Valenzuela         | KO   | 4 (10)        | Jun 4, 1999  | Palenque del Parque Vicente Guerrero, Mexicali, Mexico      |                                                                                        |
| 39  | Victorie   | 35–4    | Julian Romero            | UD   | 6             | Apr 1, 1999  | Don Haskins Center, El Paso, Texas, U.S.                    |                                                                                        |
| 38  | Victorie   | 34–4    | Eduardo Montes           | KO   | 3 (12)        | Feb 19, 1999 | Palenque del Parque Vicente Guerrero, Mexicali, Mexico      |                                                                                        |
| 37  | Înfrângere | 33–4    | Julio Alvarez            | TKO  | 10 (12)       | Oct 3, 1998  | Mexico City, Mexico                                         | Pentru centura Mexico super featherweight                                              |
| 36  | Victorie   | 33–3    | Julio Sanchez Leon       | TKO  | 8 (12)        | Apr 17, 1998 | Auditorio del Estado, Mexicali, Mexico                      | Păstrează centura Mexico featherweight                                                 |
| 35  | Victorie   | 32–3    | Hector Javier Marquez    | TKO  | 10 (12)       | Sep 12, 1997 | Guaymas, Mexico                                             | Păstrează centura Mexico featherweight                                                 |
| 34  | Victorie   | 31–3    | Rafael Olvera            | KO   | 7 (12)        | Jul 4, 1997  | Gimnasio Municipal Josue Neri Santos, Ciudad Juárez, Mexico | Câștigă centura Mexico featherweight                                                   |
| 33  | Victorie   | 30–3    | Javier Renteria          | KO   | 1 (10)        | Mar 8, 1997  | Estadio Arquitecto Ricardo Etcheverry, Mexicali, Mexico     |                                                                                        |
| 32  | Victorie   | 29–3    | Jesus Castaneda          | KO   | 2 (12)        | Jan 1, 1997  | Salón Casa Blanca, Mexicali, Mexico                         | Păstrează centura Mexican Pacific Coast super featherweight                            |
| 31  | Victorie   | 28–3    | Jaime Fernandez          | KO   | 1 (12)        | Dec 13, 1996 | Palenque del Parque Vicente Guerrero, Mexicali, Mexico      | Păstrează centura Mexican Pacific Coast super featherweight                            |
| 30  | Victorie   | 27–3    | Roberto Valenzuela       | KO   | 6 (6)         | Oct 12, 1996 | Arrowhead Pond, Anaheim, California, U.S.                   |                                                                                        |
| 29  | Victorie   | 26–3    | Jose Luis Montes         | KO   | 7 (12)        | Sep 20, 1996 | Centro de Espectáculos Rancho Grande, Mexicali, Mexico      | Păstrează centura Mexican Pacific Coast super featherweight                            |
| 28  | Victorie   | 25–3    | Jesus Arce               | KO   | 1 (12)        | Aug 15, 1996 | Centro de Espectáculos Rancho Grande, Mexicali, Mexico      | Câștigă centura Mexican Pacific Coast super featherweight                              |
| 27  | Înfrângere | 24–3    | Javier Jauregui          | TKO  | 10 (12)       | 9 mai 1996   | Guadalajara, Mexico                                         | Pentru centura din Mexic featherweight                                                 |
| 26  | Victorie   | 24–2    | Carlos Madrid            | KO   | 2 (10)        | Mar 15, 1996 | Palenque del Parque Vicente Guerrero, Mexicali, Mexico      |                                                                                        |
| 25  | Victorie   | 23–2    | Cornelio Lopez           | KO   | 4 (10)        | Dec 8, 1995  | Estadio Estrellas Empalmenses, Empalme, Mexico              |                                                                                        |
| 24  | Victorie   | 22–2    | Alfredo Curiel           | TKO  | 4 (10)        | Sep 29, 1995 | Centro de Espectáculos Aragon's, Mexicali, Mexico           |                                                                                        |
| 23  | Victorie   | 21–2    | Ramon Soto               | KO   | 3 (10)        | Apr 7, 1995  | Auditorio del Estado, Mexicali, Mexico                      |                                                                                        |
| 22  | Înfrângere | 20–2    | Javier Jauregui          | TKO  | 10 (12)       | 9 mai 1996   | Mexico City, Mexico                                         | Pentru centura din Mexic featherweight                                                 |
| 21  | Victorie   | 20–1    | Alfredo Curiel           | TKO  | 6             | Aug 26, 1994 | Empalme, Mexico                                             |                                                                                        |
| 20  | Victorie   | 19–1    | Francisco Valdez         | KO   | 1 (10)        | Mar 18, 1994 | Palenque del Parque Vicente Guerrero, Mexicali, Mexico      |                                                                                        |
| 19  | Înfrângere | 18–1    | César Soto               | TKO  | 2 (12)        | Jul 9, 1993  | Ciudad Juárez, Mexico                                       | Pentru centura din Mexic featherweight                                                 |
| 18  | Victorie   | 18–0    | Lucilo Nolasco           | TKO  | 2 (10)        | Apr 30, 1993 | Auditorio del Estado, Mexicali, Mexico                      |                                                                                        |
| 17  | Victorie   | 17–0    | Juan Carlos Salazar      | TKO  | 1 (10)        | Mar 5, 1993  | Auditorio del Estado, Mexicali, Mexico                      |                                                                                        |
| 16  | Victorie   | 16–0    | Ascencion Lugo           | TKO  | 3 (10)        | Dec 11, 1992 | Centro de Usos Múltiples, Hermosillo, Mexico                |                                                                                        |
| 15  | Victorie   | 15–0    | Francisco Valdez         | TD   | 6 (12)        | Oct 2, 1992  | Auditorio del Estado, Mexicali, Mexico                      |                                                                                        |
| 14  | Victorie   | 14–0    | Jorge Castro             | KO   | 2 (10)        | Sep 4, 1992  | Plaza La Cachanilla, Mexicali, Mexico                       |                                                                                        |
| 13  | Victorie   | 13–0    | Rigoberto Felix          | KO   | 3 (10)        | Aug 7, 1992  | Plaza La Cachanilla, Mexicali, Mexico                       |                                                                                        |
| 12  | Victorie   | 12–0    | Ramon Acuna              | KO   | 2             | Jun 20, 1992 | Empalme, Mexico                                             |                                                                                        |
| 11  | Victorie   | 11–0    | Ramon Arreola            | KO   | 3 (10)        | 29 mai 1992  | Plaza de Toros Calafia, Mexicali, Mexico                    |                                                                                        |
| 10  | Victorie   | 10–0    | Cesar Huizar             | KO   | 1             | Mar 30, 1992 | Tijuana, Mexico                                             |                                                                                        |
| 9   | Victorie   | 9–0     | Ramiro Dunton            | KO   | 5             | Nov 22, 1991 | Auditorio del Estado, Mexicali, Mexico                      |                                                                                        |
| 8   | Victorie   | 8–0     | Jose Manjarrez           | TKO  | 7             | Sep 6, 1991  | Plaza de Toros Calafia, Mexicali, Mexico                    |                                                                                        |
| 7   | Victorie   | 7–0     | Miguel Angel Ramirez     | KO   | 4             | Aug 19, 1991 | Tijuana, Mexico                                             |                                                                                        |
| 6   | Victorie   | 6–0     | Victor Mendoza           | KO   | 4             | Apr 8, 1991  | Tijuana, Mexico                                             |                                                                                        |
| 5   | Victorie   | 5–0     | Raul Contreras           | TKO  | 4             | Mar 21, 1991 | Auditorio del Estado, Mexicali, Mexico                      |                                                                                        |
| 4   | Victorie   | 4–0     | Jesus Escobar            | KO   | 1 (6)         | Dec 21, 1990 | Gimnasio de la UABC, Mexicali, Mexico                       |                                                                                        |
| 3   | Victorie   | 3–0     | Jose Alvarez             | KO   | 2             | Oct 1, 1990  | Tijuana, Mexico                                             |                                                                                        |
| 2   | Victorie   | 2–0     | Manolo Ramirez           | KO   | 2             | Jun 23, 1990 | Empalme, Mexico                                             |                                                                                        |
| 1   | Victorie   | 1–0     | Ricardo Contreras        | KO   | 2 (4)         | 4 mai 1990   | Auditorio del Estado, Mexicali, Mexico                      | Debut                                                                                  |